# Zethus vincenti
Zethus vincenti är en stekelart som beskrevs av Stange 1997. Zethus vincenti ingår i släktet Zethus och familjen Eumenidae. Inga underarter finns listade i Catalogue of Life.